# Psi
Psi — программа для мгновенного обмена сообщениями посредством сети Интернет по протоколу XMPP (Jabber).
Программа является свободной и распространяется под лицензией GPL. Графический интерфейс и ядро программы написаны с использованием C++ и набора библиотек Qt, благодаря чему программа доступна для разных операционных систем.

## Название
Psi (произносится «саи» [saɪ]) — стилизованное сокращение от «psynergy», что, в свою очередь, расшифровывается как «psychic energy». Пси также является двадцать третьей буквой греческого алфавита (Ψ), что является причиной выбора логотипа программы. Также, возможно, что Psi получила своё название из-за поддержки XEP-0183.

## История проекта
Программа была создана Джастином Карнегесом (Justin Karneges) как побочный проект, поэтому разработка Psi велась медленно. Тем не менее, XMPP клиент набрал большую пользовательскую аудиторию и позднее к разработке проекта присоединились Михаил Пищагин (в 2003), Кевин Смит (Kevin Smith) (в 2004) и Remko Tronçon (в 2005).
В 2009 году появился проект Psi+, который являлся форком Psi. Целью проекта является реализация нового функционала, написание патчей и плагинов для последующей передачи их в родительский проект. По состоянию на 2017 год большинство активных разработчиков Psi+ являются официальными разработчиками Psi и теперь Psi+ — это все-лишь ветка разработки клиента Psi, для которой используется модель разработки с плавающим релизом.
Пользователи, которые хотят быстро получать новые функции и исправления ошибок, могут использовать Psi+ на ежедневной основе. Пользователи, которые не заботятся о новых тенденциях и предпочитают постоянство, могут выбрать Psi, поскольку он использует классическую модель разработки и его выпуски довольно редки.

## Возможности
- Многоязычность.
- Одновременная поддержка нескольких аккаунтов.
- Система профилей.
- Поддержка транспортов[2] и конференций[3].
- Шифрование трафика, SSL, STARTTLS, OpenPGP.
- Способы подключения: direct connection, proxy: SOCKS4, SOCKS5, HTTPS.
- Настраиваемый интерфейс: панели инструментов, шрифты, цвета, смайлы, системные иконки.
- Передача файлов.
- Service Discovery.[4]
- Настройка приватности.[5]
- Уведомления о наборе текста.
- Поддержка Ad-Hoc команд[6] для ботов[7] и транспортов[2].
- Частичная поддержка PEP[8] — публикация персональной информации настроения[9] и текущей песни в плеере[10].
- Полное управление закладками конференций.
- Отображение всех соединений к аккаунтам с других клиентов через Self contact.
- Возможность ассоциации контакта с произвольным изображением.
- Настройка быстрых клавиш.
- Динамическое совмещение окон чатов и конференций с использованием табов.
- Удалённое управление клиентом.
- Поддержка плагинов через собственный API. Например, с помощью плагинов реализована поддержка OpenPGP[11], OTR[12] и OMEMO[13] шифрования для личных сообщений, а также аудио- и видео-звонков[14] через Jingle.
- Проверка орфографии «на лету» с помощью библиотек Hunspell или Aspell[15].
- Звуковое сопровождение событий.
- Стили окна чата. (В том числе популярные стили от Adium)[16]
- Шаблоны статусов.
- История сообщений на стороне клиента.
- XML-консоль для отладки.
- Jingle — обмен файлами, а также голосовое общение и видеосвязь.

## Нереализованные возможности
- Голосовые и видео конференции (через Jingle).[17]
- Метаконтакты (XEP-0209[18] ещё не утверждён).
- Хранение истории на сервере.[19]